# Шевчук, Григорий Лаврентьевич
Григо́рий Лавре́нтьевич Шевчу́к (4 сентября 1923, дер. Гагарысово, Голышмановский район, Тюменская область — 21 марта 1992, Москва) — майор Советской Армии, участник Великой Отечественной войны, Герой Советского Союза (1944). Командир миномётной роты 615-го стрелкового полка, 167-я стрелковая дивизия, 38-я армия, 1-й Украинский фронт.

## Биография
Родился в деревне Гагарысово Голышмановского района Тюменской области в семье крестьянина, младший ребёнок в семье. Украинец. Окончил 7 (по другим источникам — 9) классов. Работал в колхозе, затем на Голышмановском маслозаводе. Одним из первых в деревне сдал нормы на значки «Готов к труду и обороне» и «Ворошиловский стрелок». Член КПСС с 1943 года.
В Красной Армии с июня 1941 года, добровольно отправился на фронт, Голышмановский военкомат направил его в Тюменское военное училище, где он прошёл ускоренные курсы младших командиров. В июне 1942 года был направлен на Воронежский фронт, под командованием генерала Н. Ф. Ватутина, в должности командира миномётного взвода отдельной роты 167 стрелковой дивизии.
В боевых действиях на Орловско-Курской дуге Григорий был назначен командиром отдельной миномётной роты 1-го стрелкового батальона 615-го стрелкового полка.
29 сентября 1943 года, не дожидаясь переправы пехотных подразделений, с тремя разведчиками переправился через Днепр в районе села Вышгород (ныне город Киевской области), где был скрытно оборудован наблюдательный пункт, откуда разведчики стали засекать огневые точки врага и по радио сообщать их координаты. Благодаря полученной корректировке артиллеристам и миномётчикам удалось до массового форсирования реки советскими войсками уничтожить несколько огневых точек, в том числе два дзота.
3—5 ноября 1943 года во взаимодействии со стрелковыми подразделениями вёл успешные уличные бои в Киеве.
Указом Президиума Верховного Совета СССР «О присвоении звания Героя Советского Союза генералам, офицерскому, сержантскому и рядовому составу Красной Армии» от 10 января 1944 года за «образцовое выполнение боевых заданий командования на фронте борьбы с немецко-фашистскими захватчиками и проявленные при этом отвагу и геройство» удостоен звания Героя Советского Союза с вручением ордена Ленина и медали «Золотая Звезда».
С частями 167-й дивизии участвовал в освобождении Польши и Чехословакии. Во время взятия Берлина при замене огневой позиции осколками снаряда Григория Лаврентьевича ранило четвёртый раз. Потерявшего много крови майора доставили в медсанбат, а затем эвакуировали в Омск.
С 1945 года в звании майора в запасе. В 1948 окончил Свердловскую юридическую школу. В 1948—1951 — народный судья в станице Усть-Лабинской Краснодарского края. В 1952 окончил Ростовский филиал Всесоюзного юридического заочного института.
Последние годы проживал в Москве, работал заместителем управляющего Союзэнергоремтрестом.
Ушёл из жизни 21 марта 1992 года.
Память
В 2008 году одна из улиц в посёлке Голышманово названа именем Г. Л. Шевчука.

## Награды
- Орден Красного Знамени
- Орден Александра Невского
- Орден Отечественной войны I степени
- Орден Отечественной войны II степени
- Медаль «За отвагу»[4]